# سیوبان ماری اوکانر
سیوبان ماری اوکانر (به انگلیسی: Siobhan-Marie O'Connor) (زادهٔ ۲۹ نوامبر ۱۹۹۵) شناگر اهل بریتانیا است.